# (ほとんど)チャーミングな王子
『(ほとんど)チャーミングな王子』（ほとんどチャーミングなおうじ、Un prince (presque) charmant）は2013年のフランスのロマンティック・コメディ映画。製作・脚本はリュック・ベッソン。
日本では劇場未公開だが、2014年10月17日にWOWOWで放送された。

## ストーリー
やり手だが傲慢で冷徹な会社社長ジャン＝マルクは、娘マリーの結婚式に出席するために、マリーの幼なじみで結婚式で履く靴をデザインしたセブを連れて車で南仏に向かうが、ふとしたことからセブと大げんかし、別行動をとることになる。そんな中、折からのゼネストで車の燃料補給ができずに困っていたジャン＝マルクは、娘と同じ名前のマリーという若く美しい女性と出会い、彼女と共に旅をすることになる。旅を続ける中で2人は互いに惹かれ合うが、実はマリーは、ジャン＝マルクが切り捨てた地方の工場の経営者の娘で、ジャン＝マルクを恨んでいたのだ。そのことに気付いたジャン＝マルクは本当のことを言い出せずに悩むが、2人が結ばれた翌朝、ジャン＝マルクの正体に気付いたマリーは彼を激しくなじった末に別れる。傷心のジャン＝マルクはセブのデザインした靴を持って娘マリーの結婚式の会場に駆けつける。そして、披露宴で、娘に父親としてのこれまでの至らなさを深く詫びる。父親の変化に娘マリーはジャン＝マルクが真実の愛に出会ったことを知ると、父親に今すぐ愛する人のもとに行くように言う。娘の後押しを受けたジャン＝マルクはマリーのもとにやって来る。そして、会社の株を全てビジネスパートナーであるベルトランに売却して社長を辞めたこと、そしてマリーの父親が経営する工場との契約を会社が継続することを告げ、マリーの父親であるシャルルにマリーとの結婚を願い出る。シャルルはそれを受け入れ、マリーもジャン＝マルクの想いを受け入れる。

## キャスト
- ジャン＝マルク - ヴァンサン・ペレーズ： 尊大な会社経営者。2回の離婚歴あり。独身。
- マリー・ラヴァンタン - ヴァイナ・ジョカンテ（フランス語版）： 地方の工場経営者の娘。
- シャルル・ラヴァンタン - ジャック・ウェベール（フランス語版）： マリーの父親。工場を経営。
- ミレーユ・ラヴァンタン - ニコール・カルファン（フランス語版）： マリーの母親。シャルルの妻。
- マリー - クロエ・クルー（フランス語版）： ジャン＝マルクの1人娘。19歳。
- ベルトラン - ジェローム・キルシャー（フランス語版）： ジャン＝マルクの友人でビジネスパートナー。
- サモス - ムーサ・マースクリ（フランス語版）： ジャン＝マルクらを助けたロマの男。
- セブ - コーム・ルヴァン（フランス語版）： マリー（ジャン＝マルクの娘）の幼なじみで靴のデザイナー。